# Enrique Carreras
Enrique Carreras (Lima, 6 de enero de 1925-Buenos Aires, 29 de agosto de 1995) fue un director de cine y teatro peruano-argentino que dirigió 97 películas. Obtuvo dos veces el Cóndor de Plata a la mejor película por Los evadidos y La valija. 
Fue uno de los fundadores de la entidad Directores Argentinos Cinematográficos en 1958.

## Actividad en el teatro
Fue un empresario teatral que a comienzos de la década de 1970 inauguró en Mar del Plata el teatro que lleva su nombre, que luego de su fallecimiento fue continuado por su esposa Mercedes.

## Relaciones familiares
La actriz Mercedes Carreras fue su esposa y sus hijos María, Enrique, Marisa y Victoria Carreras. Su madre, María Luisa Santés (actriz) y su padre, Nicolás Carreras (actor). Junto a sus hermanos Nicolás y Luis fundaron la Productora General Belgrano dedicada al cine. En algunos casos utilizó el nombre de Enrique Santés Morello.
Falleció el 29 de agosto de 1995 de un infarto agudo de miocardio.

## Filmografía
Director
- El mucamo de la niña (1951)
- Las zapatillas coloradas (1952)
- ¡Qué noche de casamiento! (1953)
- Suegra último modelo (1953)
- Los tres mosquiteros (1953)
- La tía de Carlitos (1953)
- La mano que aprieta (1953)
- Siete gritos en el mar (1954)
- Somos todos inquilinos (1954)
- Romeo y Julita (1954)
- Mi marido hoy duerme en casa (1955)
- Escuela de sirenas... y tiburones (1955)
- El fantasma de la opereta (1955)
- La cigüeña dijo ¡Sí! (1955)
- Ritmo, amor y picardía (1955)
- Luces de candilejas (1956)
- Música, alegría y amor (1956)
- Pecadora (1956)
- De noche también se duerme (1956)
- De Londres llegó un tutor (1958)
- El ángel de España (1958)
- El primer beso (1958)
- Angustias de un secreto (1959)
- Nubes de humo (1959)
- Obras maestras del terror (1960)
- Canción de arrabal (1961)
- Punto y banca o Patricia mía (1961)
- Tres alcobas (1962)
- El noveno mandamiento (1962)
- Los viciosos (1962)
- Hombres y mujeres de blanco (1962)
- Cuarenta años de novios (1963)
- El sexto sentido (1963)
- La mujer de tu prójimo (1963)
- La industria del matrimonio (1964)
- Ritmo nuevo, vieja ola (1964)
- Un viaje al más allá (1964)
- Los evadidos (1964)
- El Club del Clan (1964)
- Los hipócritas (1965)
- Fiebre de primavera (1965)
- Del brazo y por la calle (1966)
- De profesión sospechosos (1966)
- Mi primera novia (1966)
- El andador (1967)
- Ya tiene comisario el pueblo (1967)
- ¡Esto es alegría! (1967)
- ¿Quiere casarse conmigo? (1967)
- Operación San Antonio (1968)
- Matrimonio a la argentina (1968)
- Un muchacho como yo (1968)
- ¡Viva la vida! (1969)
- Corazón contento (1969)
- Los muchachos de antes no usaban gomina (1969)
- Amalio Reyes, un hombre (1970)
- Los muchachos de mi barrio (1970)
- Muchacho que vas cantando (1971)
- Aquellos años locos (1971)
- El veraneo de los Campanelli (1971)
- La valija (1971)
- Vamos a soñar con el amor (1971)
- La familia hippie (1971)
- Había una vez un circo (1972)
- El picnic de los Campanelli (1972)
- La sonrisa de mamá (1972)
- Hoy le toca a mi mujer (1973)
- Los padrinos (1973)
- Me gusta esa chica (1973)
- Yo tengo fe (1974)
- No hay que aflojarle a la vida (1975)
- Las procesadas (1975)
- La super, super aventura (1975)
- Los chicos crecen (1976)
- Así es la vida (1977)
- Las locas (1977)
- La mamá de la novia (1978)
- Los drogadictos (1979)
- Frutilla (1980)
- Sucedió en el fantástico Circo Tihany (1981)
- Ritmo, amor y primavera (1981)
- Los fierecillos indomables (1982)
- Los extraterrestres (1983)
- Los fierecillos se divierten (1983)
- Sálvese quien pueda (1984)
- Los reyes del sablazo (1984)
- Las barras bravas (1985)
- Mingo y Aníbal contra los fantasmas (1985)
- Miráme la palomita (1985)
- Mingo y Aníbal en la mansión embrujada (1986)
- Rambito y Rambón, primera misión (1986)
- Los colimbas se divierten (1986)
- Galería del terror (1987)
- Los colimbas al ataque (1987)
- El profesor punk (1988)
- Atracción peculiar (1988)
- Delito de corrupción (1991)

Productor
- Bólidos de acero (1950)
- La niña de fuego (1952)
- El protegido (1956)